# The Events Leading Up to Now
The Events Leading Up to Now es un álbum de la banda francesa de indie rock e indie pop Holden, grabado en noviembre de 2006 y lanzado el 16 de noviembre de 2005.

## Lista de canciones
1. 4:46 - Mind Wanders
2. 3:49 - Overrated
3. 3:40 - A Sudden Urgency
4. 4:21 - Silhouettes
5. 4:55 - Forever or Tomorrow
6. 3:38 - Stars by Your Side
7. 3:42 - Doppelganger
8. 5:52 - My Song Has Been Sung